# Dasyomma herbsti
Dasyomma herbsti är en tvåvingeart som beskrevs av Edwards 1934. Dasyomma herbsti ingår i släktet Dasyomma och familjen bäckflugor. Inga underarter finns listade i Catalogue of Life.